# Abel Cháneton (periodista)
Abel Cháneton (San Pedro, provincia de Córdoba, 1877 - Neuquén, 18 de enero de 1917) fue un periodista y político argentino que ejerció el cargo de intendente de la ciudad de Neuquén entre 1908 y 1911.

## Biografía
Se radicó como carpintero y telegrafista en Chos Malal a fines del siglo XIX y luego en Neuquén en 1906. Fue también juez de paz y martillero público. El 1 de febrero de 1908 fue nombrado Presidente del Honorable Concejo Municipal —cargo equivalente al de intendente— junto a Pascual Claro y José María Pérez como concejales, y como secretario Arsenio Martín. Renunció a su cargo el 24 de julio de 1908, siendo reemplazado por el Dr. Navarro. Instaló los primeros artefactos de alumbrado público, construyó el primer edificio del matadero municipal y organizó la recolección de residuos.
Nuevamente el 12 de abril de 1911 asumió el cargo de Presidente del Concejo Municipal, luego de un acto eleccionario convocado por el Gobernador. Ocupó el cargo hasta el 12 de mayo de 1914. Durante este mandato inició la construcción de la red de agua potable y el empedrado de calles.
Luego se dedicó al periodismo y fue director del diario Neuquén, que había fundado en 1908 junto a José Edelman. Desde ese diario investigó y denunció el fusilamiento ilegal en el valle de Zainuco de ocho presos fugados de la cárcel de Neuquén el 30 de mayo de 1916.
Fue asesinado en un bar el 18 de enero de 1917 por tres policías; si bien el proceso judicial terminó sin condenados, la orden de asesinato es atribuida al entonces gobernador Eduardo Elordi y otros funcionarios, en venganza por la denuncia de ejecución de presos.